# 高岩遼
高岩 遼（たかいわ りょう、1990年8月27日 - ）は、岩手県宮古市出身の音楽家である。

## 概要
SANABAGUN.、THE THROTTLEのフロントマン、SWINGERZの座長を務めている。2013年から2016年12月までの約3年の間にSANABAGUN.、THE THROTTLE、SWINGERZのプロジェクトで行った路上ライブの回数は4,000回を超える。
2018年10月17日にユニバーサル ミュージックよりジャズ・ボーカリストとしてソロデビューを果たした。
2024年1月1日にキングレコード内レーベルEVIL LINE RECORDSの兄弟レーベルとなるHEROIC LINEへの移籍を発表した。

## 人物
尚美学園大学ジャズ&ポップスコース卒業。在学中から都内を中心にジャズ・ボーカリストとして活動している。
2018年2月、ニューヨーク・タイムズ紙発行のモード&ライフスタイル誌“THE NEW YORK TIMES STYLE MAGAZINE”のなかで“Tokyo’s Rising Musicians” （今、アツい東京のミュージシャン）として紹介される。
上京してやっていたパチンコ屋のバイトで左耳が難聴になった。

## 所属バンド
SANABAGUN.
2013年2月に結成。
THE THROTTLE
2013年5月に結成。
SWINGERZ
2015年7月に結成。

## 作品

### 配信限定シングル
| 発売日        | タイトル                | レーベル                 |
| ------------- | ----------------------- | ------------------------ |
| 2018年9月19日 | ROMANTIC                | ユニバーサルミュージック |
| 2023年7月1日  | anti hero (feat. doooo) | OFFICE TAKAIWA           |
| 2024年1月1日  | I'm Prince              | HEROIC LINE              |
| 2024年2月1日  | RED BEANIE              | HEROIC LINE              |

### ミュージックビデオ
| 公開日        | 曲       |             |
| ------------- | -------- | ----------- |
| 2018年9月19日 | ROMANTIC | [ 7 ] [ 8 ] |

### 参加作品
| 発売日       | タイトル                   | 収録曲                                    | 備考 |
| ------------ | -------------------------- | ----------------------------------------- | ---- |
| 2023年3月1日 | SPARK!!SOUND!!SHOW『音樂』 | 13.DEATHTRUCTION feat.DOT.KAI&RYO TAKAIWA |      |

## 出演

### 映画
- 「渋谷シャドウ」（2019年）リョウ 役（主演）[9]。